# Dewa
Dewa è una suddivisione dell'India, classificata come nagar panchayat, di 12.819 abitanti, situata nel distretto di Barabanki, nello stato federato dell'Uttar Pradesh. In base al numero di abitanti la città rientra nella classe IV (da 10.000 a 19.999 persone).

## Geografia fisica
La città è situata a 27° 1' 60 N e 81° 10' 0 E e ha un'altitudine di 136 m s.l.m..

## Società

### Evoluzione demografica
Al censimento del 2001 la popolazione di Dewa assommava a 12.819 persone, delle quali 6.749 maschi e 6.070 femmine. I bambini di età inferiore o uguale ai sei anni assommavano a 2.202, dei quali 1.125 maschi e 1.077 femmine. Infine, coloro che erano in grado di saper almeno leggere e scrivere erano 5.746, dei quali 3.420 maschi e 2.326 femmine.